# Шефчикова, Мартина
Мартина Шефчикова (чеш. Martina Šefčíková; род. 1 июня 1971, Йиндржихув-Градец, Южно-Чешская область) — чешская гребчиха, выступавшая за сборные Чехословакии и Чехии по академической гребле в конце 1980-х — начале 1990-х годов. Обладательница бронзовой медали чемпионата мира, победительница и призёрка первенств национального значения, участница летних Олимпийских игр в Барселоне.

## Биография
Мартина Шефчикова родилась 1 июня 1971 года в городе Йиндржихув-Градец, Чехословакия.
Впервые заявила о себе в академической гребле на международном уровне в сезоне 1989 года, когда вошла в состав чехословацкой национальной сборной и выступила на юниорском мировом первенстве в Сегеде, где в зачёте парных четвёрок стала пятой.
В 1990 году побывала на чемпионате мира в Тасмании, откуда привезла награду бронзового достоинства, выигранную в парных четвёрках — уступила здесь только командам из Восточной Германии и Советского Союза.
В 1991 году в восьмёрках заняла 11-е место на чемпионате мира в Вене.
Благодаря череде удачных выступлений удостоилась права защищать честь страны на летних Олимпийских играх 1992 года в Барселоне. В составе экипажа-восьмёрки, куда также вошли гребчихи Сабина Теленская, Элишка Яндова, Рената Беранкова, Ленка Завадилова, Михаэла Ваврова, Гана Жакова, Гана Дариусова и рулевая Ленка Ковачова, заняла последнее четвёртое место на предварительном квалификационном этапе, затем стала шестой в дополнительном отборочном заезде — таким образом отобралась лишь в утешительный финал В, где уступила команде Великобритании. В итоговом протоколе соревнований расположилась на восьмой строке.
После разделения Чехословакии Шефчикова осталась действующей спортсменкой и продолжила принимать участие в крупнейших международных регатах в составе национальной сборной Чехии. Так, в 1993 году она отметилась выступлением на домашнем чемпионате мира в Рачице, где стала шестой в восьмёрках и девятой в распашных безрульных четвёрках.
Её младший брат Иржи Шефчик тоже является известным гребцом, так же участвовал в Олимпиаде в Барселоне.